# إيغور يوفانوفيتش
إيغور يوفانوفيتش (بالألمانية: Igor Jovanović) (3 مايو 1989 زغرب كرواتيا - ) هو لاعب كرة قدم ألماني يلعب كمدافع.

## وصلات خارجية
إيغور يوفانوفيتش على موقع دوري كوريا الجنوبية (الإنجليزية)
- إيغور يوفانوفيتش على موقع قاعدة بيانات كرة القدم.إي يو (الإنجليزية)
- إيغور يوفانوفيتش على موقع بيانات كرة القدم. دي إي (الألمانية)
- إيغور يوفانوفيتش على موقع Soccerway.com (الإنجليزية)
- إيغور يوفانوفيتش على موقع عالم كرة القدم.نت (الإنجليزية)